# 乔治·杜穆里埃
乔治·路易·帕尔梅拉·布松·杜穆里埃（法語：George Louis Palmella Busson du Maurier，1834年3月6日—1896年10月8日），法裔英国籍漫画家和作家，画作主要发表在《笨拙雜誌》杂志上，小说代表作有《彼得·艾伯特逊》和《特里尔比》，后者孕育了著名的人物形象斯文加利，成为加斯东·勒鲁创作长篇小说《歌剧魅影》的灵感来源。
他是演员杰拉德·杜穆里埃的父亲，作家安吉拉·杜穆里埃和达芙妮·杜穆里埃的祖父。他的另一位子女西尔维娅·卢埃林·戴维斯的五个儿子成为J.M.巴里的剧作《彼得·潘》的主角原型。

## 早年与插画
乔治·杜穆里埃出生于巴黎，是路易·马杜林·布松·杜穆里埃和艾伦·克拉克之子。外祖母玛丽·安娜·克拉克曾是宫廷交际花。杜穆里埃从小被告知祖父母是法国大革命期间逃到英国的流亡贵族，在法国拥有丰富的地产。但实际上，他的祖父罗伯特·马杜林·布松只是一名为了躲避诈骗指控抛弃妻儿的玻璃场主和投机商人，杜穆里埃则是其回到法国萨尔特省定居之后的改姓。
乔治·杜穆里埃早年曾在夏尔·格莱尔的画室学习，之后去往安特卫普，但期间由于左眼失明，不得不放弃画家生涯。为求医他搬到了杜塞尔多夫，并在那里遇到未来的夫人艾玛·怀特威克。两人1863年在伦敦完婚。
1865年，杜穆里埃成为《笨拙雜誌》的插画师，他最著名的讽刺画《真正的谦卑》取自一个后来成为家喻户晓的英语通用表达的短语“副神甫的鸡蛋”，意为好坏混杂的事物。在画面中，一位主教被副神甫邀请到家中用餐后问道：“先生，您的鸡蛋好像坏了”，后者却回答：“哦不，阁下，我保证，绝对还有一部分是好的！”。但鲜为人知的是，这幅漫画的最初版本来自《笨拙雜誌》的竞争对手《朱迪》（Judy），杜穆里埃借用了后者。他的另一幅名作是1879年刊登的“爱迪生牌电话屏”，描绘了当时还处在构想中的视频电话的场景。

## 晚年与文学
1891年，由于视力退化，他不得不离开《笨拙雜誌》杂志，定居在汉普斯特德。在那里，他受到好友亨利·詹姆斯的鼓励，开始从事写作。直到去世，他共创作了三部小说，《彼得·艾伯特逊》（1891年）、《特里尔比》（1894年）和《火星人》（1897年），模糊的视觉体验融入创作之中，营造了一种虚实重叠的意境。其中《特里尔比》讲述了一位贫穷的模特特里尔比与几位艺术家之间的纠葛，最著名的部分当属她被邪魅的天才音乐家斯文加利催眠并成为著名歌唱家的故事，斯文加利则成为邪恶的操纵者的化身。这部作品获得了极大的成功，被多次搬上舞台和银幕，启发了加斯东·勒鲁的《歌剧魅影》的创作，还有一款帽饰和美国佛罗里达州的一座城镇均得名于它。
1896年，乔治·杜穆里埃逝世，安葬在汉普斯特德的圣约翰教堂。他与亨利·詹姆斯的友谊被戴维·洛奇浓墨重彩地呈现在了小说《作者·作者》中。